# Cette vieille canaille
Pour les articles homonymes, voir Vieille Canaille.
Pour plus de détails, voir Fiche technique et Distribution.
Cette vieille canaille est un film français réalisé par Anatole Litvak, et sorti en 1933.

## Synopsis
Un vieux chirurgien est amoureux d'Hélène, une petite foraine qu'il a un jour soignée. Il lui pardonne ses aventures sentimentales et les encourage même un peu pour la garder près de lui. Hélène commence à s'attacher de plus en plus à un de ses jeunes camarades.

## Fiche technique
- Réalisation : Anatole Litvak
- Scénario : Anatole Litvak, Serge Veber, d'après la pièce de théâtre de Fernand Nozière
- Directeurs de la photographie : Charlie Bauer, Curt Courant
- Musique : Georges Van Parys
- Directeur de production : Simon Schiffrin
- Son : William-Robert Sivel
- Pays de production :  France
- Format : Noir et blanc
- Genre : Film dramatique
- Durée : 99 minutes
- Date de sortie 
  - France  : 3 novembre 1933
- Affiche : Bernard Lancy (France)

## Distribution
- Harry Baur : Guillaume Vautier
- Pierre Blanchar : Jean Trapeau
- Alice Field : Hélène
- Paul Azaïs : Jacques
- Christiane Dor : Suzanne
- Madeleine Geoffroy : Germaine
- Pierre Stéphen : le professeur d'histoire
- Madeleine Guitty : la mère d'Hélène
- Ginette Leclerc : une fille détenue au commissariat